# Fagersjöskogen

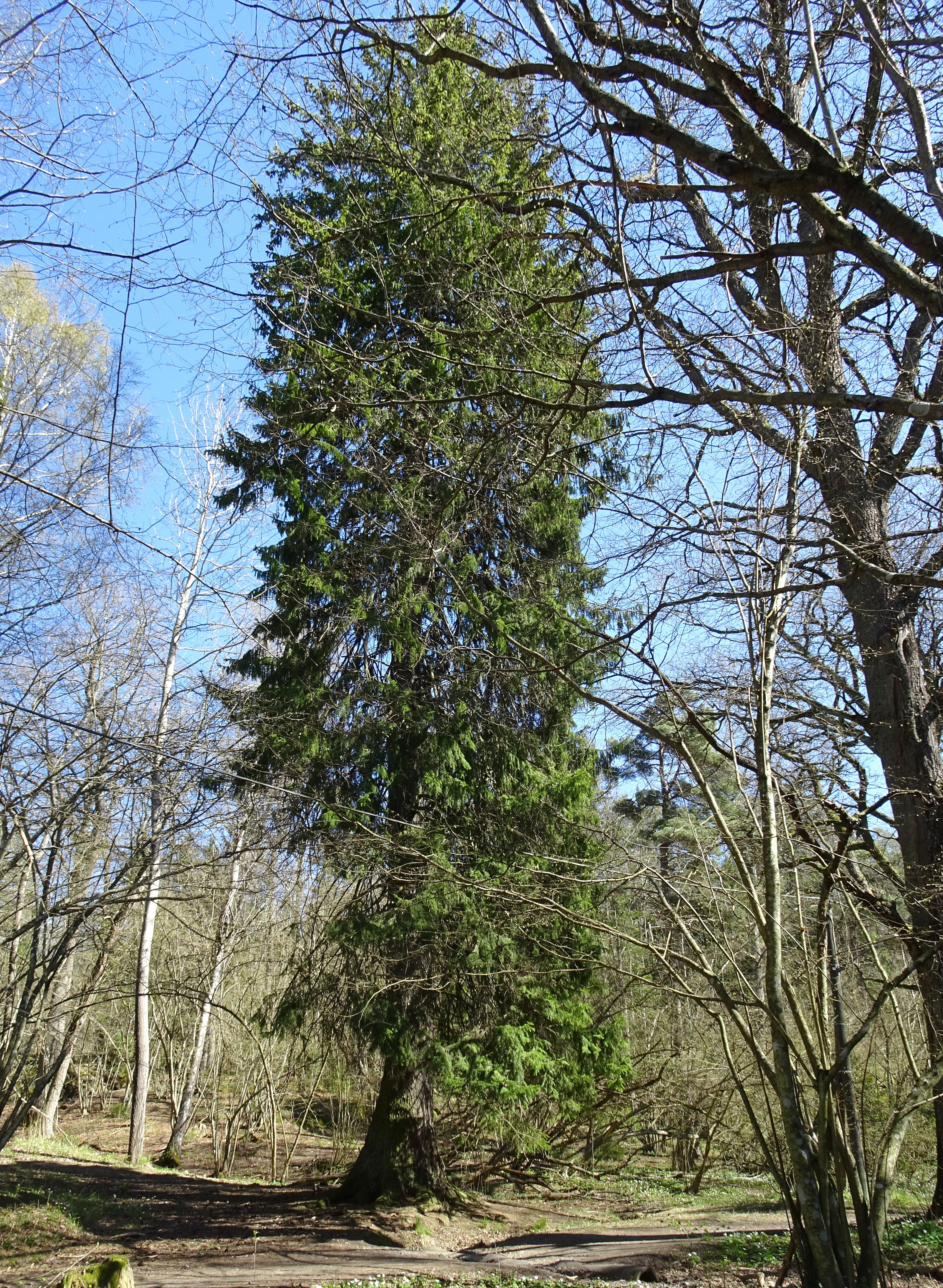
Stockholms största gran.

Fagersjöskogen är ett skogsområde i stadsdelarna Fagersjö och Farsta i Söderort inom Stockholms kommun. Fagersjöskogen hör med sin areal om 100 hektar till Söderorts största skogar. I skogen återfinns även Stockholms största gran. Det existerar konkreta planer på att skydda Fagersjöskogen som naturreservat.

## Geografiskt läge
Fagersjöskogens huvudområde begränsas i söder av Nynäsbanan och Magelungsvägen och i norr av Fagersjövägen. I Nordost vidtar Hökarängen och i sydost stadsdelen Farsta. Norr om Fagersjövägen finns en utlöpare som sträcker sig ända upp till Örbyleden. Här vidtar Majroskogen som avskars från Fagersjöskogen när Örbyleden anlades på 1970-talet. Planer har funnits på att knyta ihop båda skogar igen med en bred beväxt bro en så kallad ekodukt. Idag finns här bara en gång- och cykelbro över leden.

## Beskrivning
Skogens natur karakteriseras av stora träd. Här finns exempelvis  Stockholms största gran med över tre meter stamomkrets (mätt i brösthöjd) samt aspar på runt två meter stamomkrets, vilket anses vara ovanligt. Fågellivet är rikt med arter som bland annat bofink, nötväcka och ringduva. I skogen häckar även duvhöken och spillkråkan. Skogens högsta höjd finns i sydöstra delen och ligger 60 meter över havet. Ett exempel för höga naturvärden är Gökdalens våtmark i skogens nordvästra del där mindre vattensalamander, vanlig groda och åkergroda förekommer.
Genom Fagersjöskogen sträcker sig den 3,2 kilometer långa belysta motionsslingan ”Fagersjöspåret”. Vid spåret ligger även ett utegym.

## Bilder

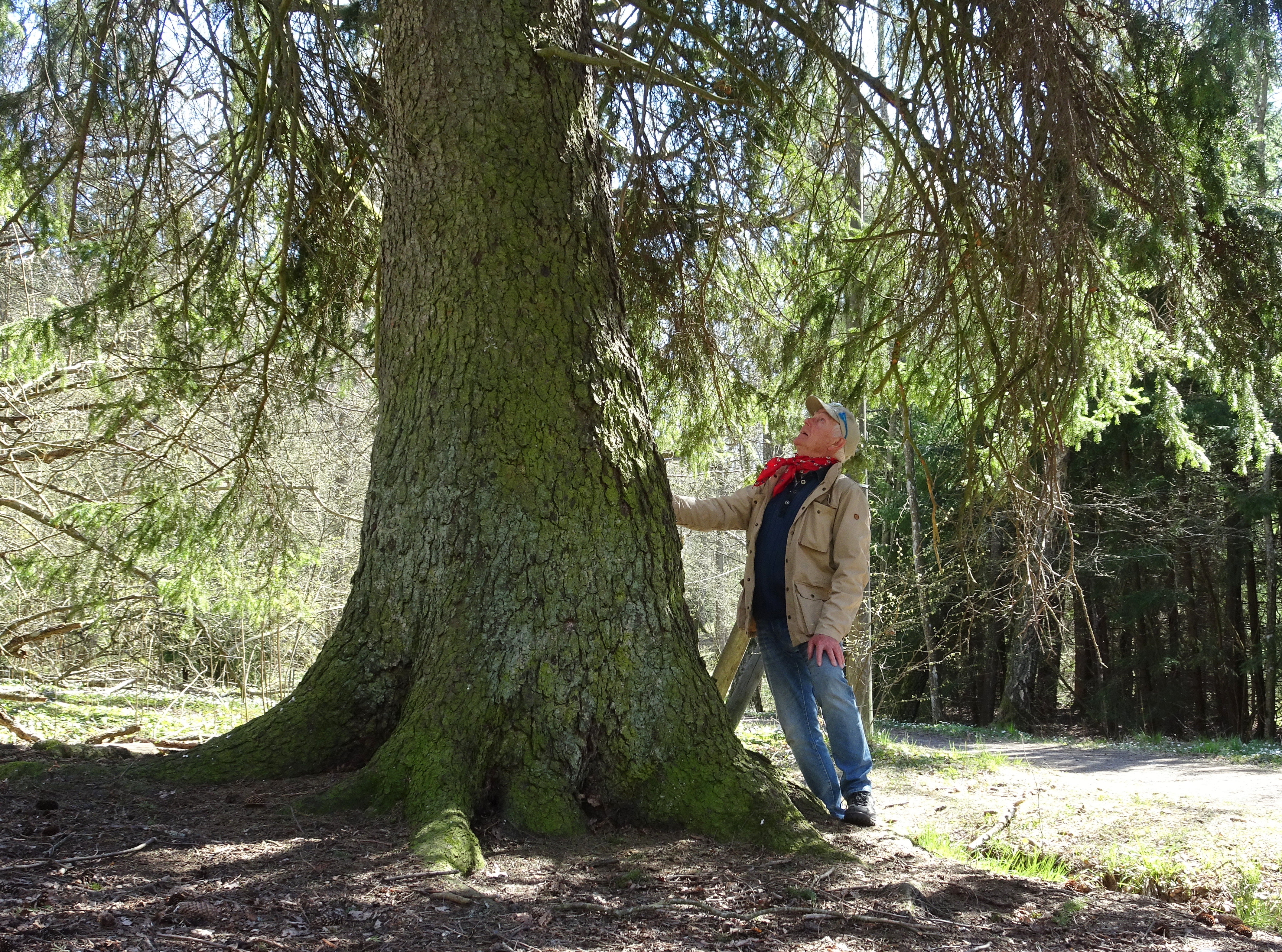
Stockholms största gran.
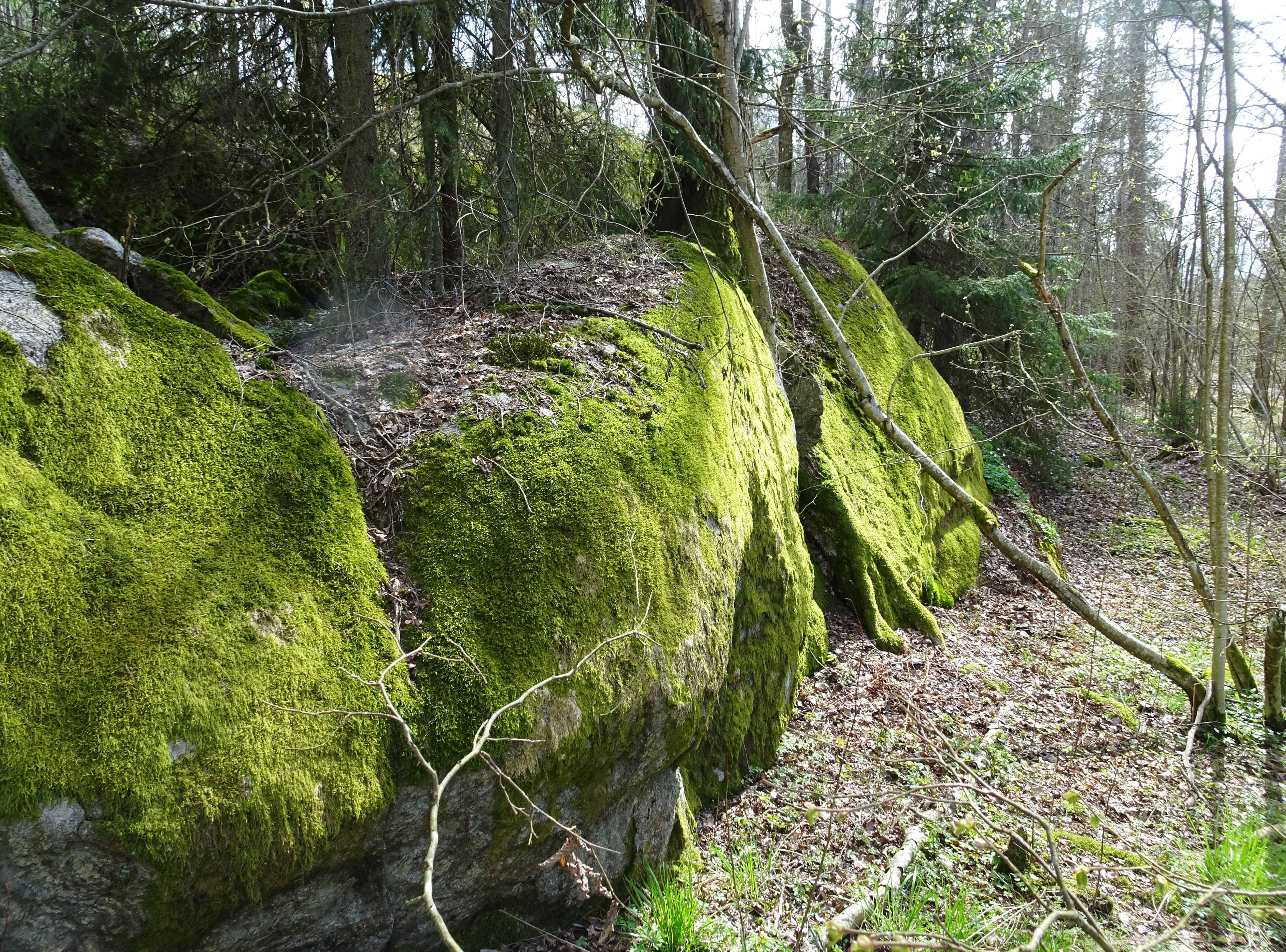
Mossbeväxta klippväggar.
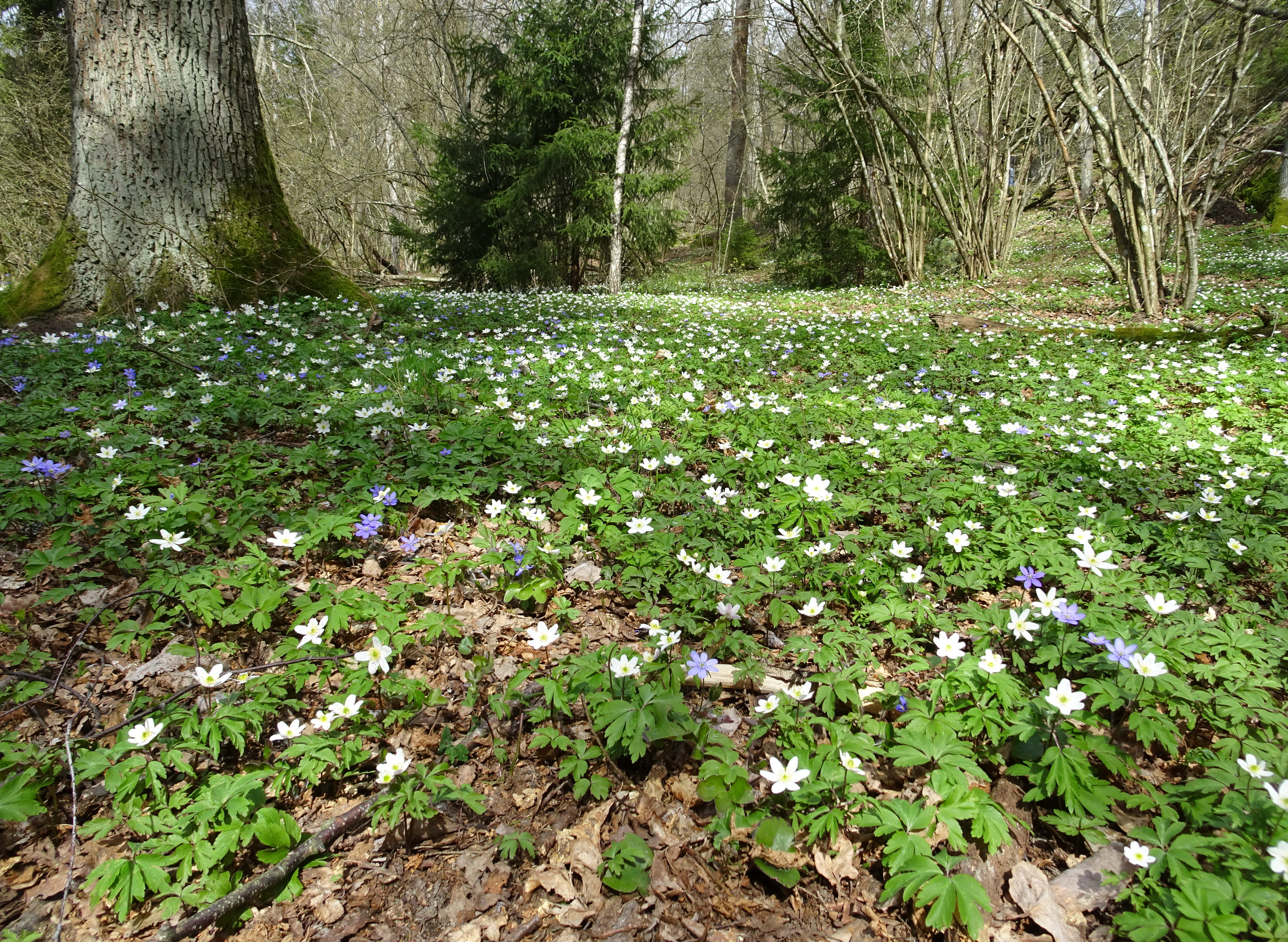
Vit- och blåsippor täcker marken på våren.
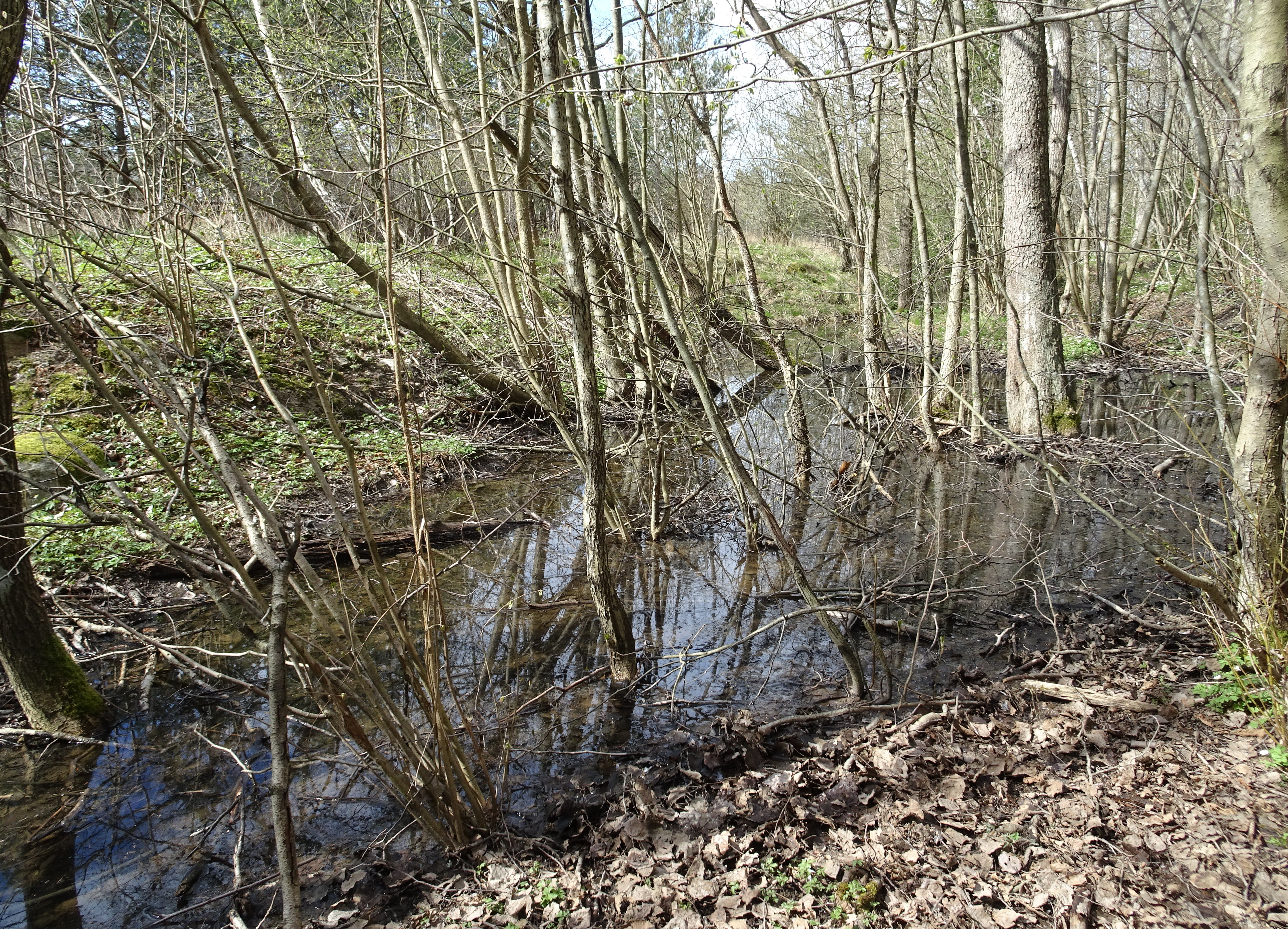
En av skogens groddammar.
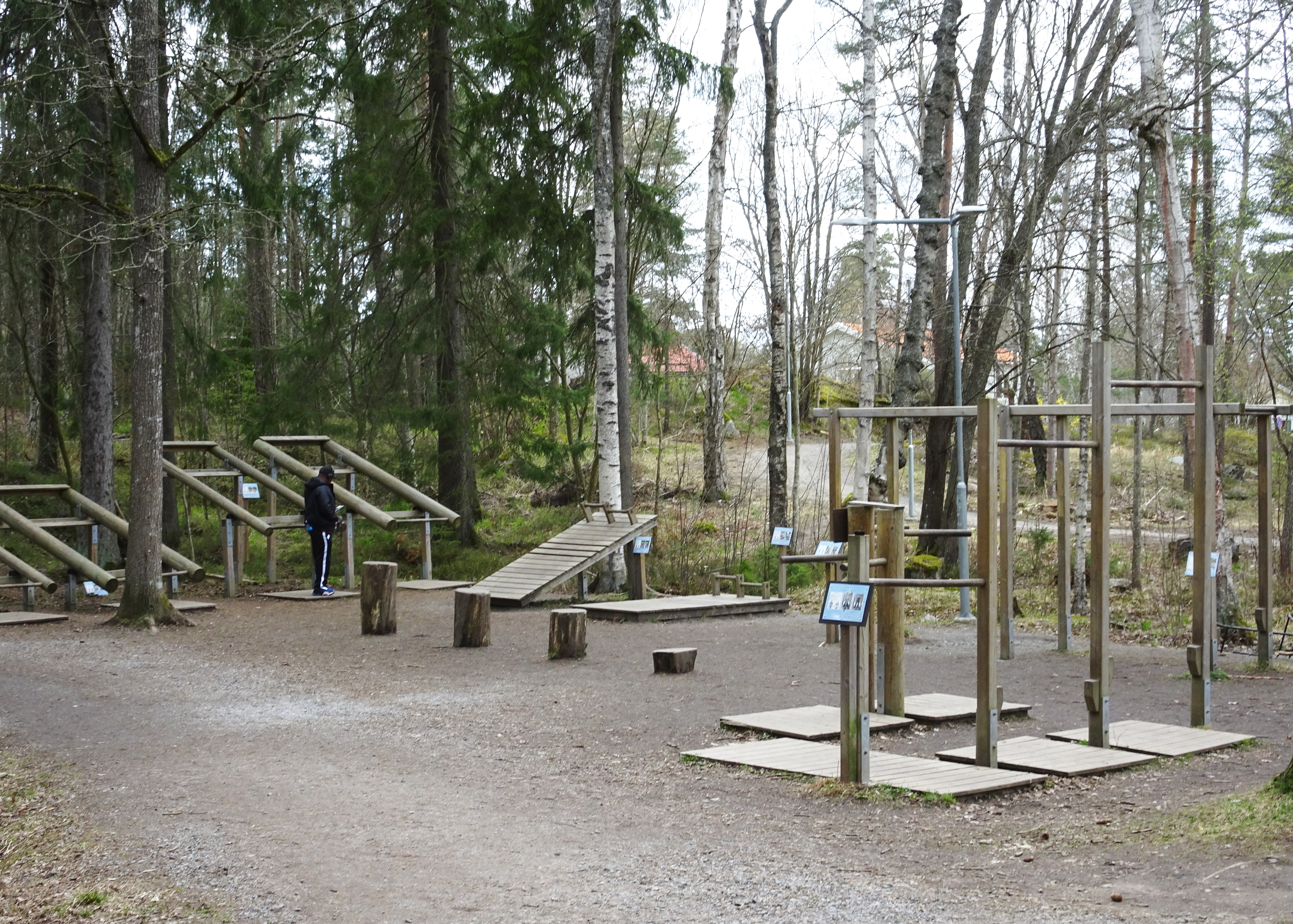
Utegym vid Fagersjöspåret.

## Andra stadsnära skogar i Söderort
- Hemskogen
- Majroskogen
- Solbergaskogen
- Svedmyraskogen
- Sätraskogen
- Årstaskogen
- Älvsjöskogen